# Nastri d'argento 1998
La 53ª edizione dei Nastri d'argento si è tenuta il 4 aprile 1998 nel teatro 21 di Cinecittà.

## Vincitori e candidati
I vincitori sono indicati in grassetto, a seguire gli altri candidati.

### Regista del miglior film italiano
- Roberto Benigni - La vita è bella
- Davide Ferrario - Tutti giù per terra
- Francesco Rosi - La tregua
- Paolo Virzì - Ovosodo
- Silvio Soldini - Le acrobate

### Migliore regista italiano esordiente
- Roberta Torre - Tano da morire
- Antonio Albanese - Uomo d'acqua dolce
- Franco Bernini - Le mani forti
- Fabio Nunziata, Eugenio Cappuccio e Massimo Gaudioso - Il caricatore
- Matteo Garrone - Terra di mezzo

### Miglior produttore italiano
- Marco Risi e Maurizio Tedesco - Il bagno turco (Hamam)
- Loes Kamsteeg e Donatella Palermo - Tano da morire
- Domenico Procacci - Le mani forti
- Gianluca Arcopinto - Il caricatore
- Vittorio Cecchi Gori, Maurizio Totti e Rita Rusić - Nirvana

### Miglior soggetto
- Roberto Benigni e Vincenzo Cerami - La vita è bella
- Roberta Torre - Tano da morire
- Johnny Dell'Orto e Sandro Baldoni - Consigli per gli acquisti
- Sergio Rubini e Umberto Marino - Il viaggio della sposa
- Paolo Virzì, Francesco Bruni e Furio Scarpelli - Ovosodo

### Migliore sceneggiatura
- Roberto Benigni e Vincenzo Cerami - La vita è bella
- Marco Bellocchio - Il principe di Homburg
- Fabio Carpi - Nel profondo paese straniero
- Davide Ferrario - Tutti giù per terra
- Paolo Virzì, Francesco Bruni e Furio Scarpelli - Ovosodo

### Migliore attrice protagonista
- Francesca Neri - Carne trémula (Carne trémula)
- Antonella Ponziani - La medaglia
- Silvia Cohen - Consigli per gli acquisti
- Giovanna Mezzogiorno - Il viaggio della sposa
- Clelia Rondinella - I vesuviani

### Migliore attore protagonista
- Roberto Benigni - La vita è bella
- Silvio Orlando - Auguri professore
- Valerio Mastandrea - Tutti giù per terra
- Claudio Amendola - Altri uomini
- Toni Servillo - I vesuviani

### Migliore attrice non protagonista
- Mimma De Rosalia, Maria Aliotta, Annamaria Confalone, Adele Aliotta, Francesca Di Cesare, Eleonora Teriaca, Concetta Alfano ed Antonia Uzzo - Tano da morire
- Eva Grieco - Marianna Ucrìa
- Amanda Sandrelli - Nirvana
- Nicoletta Braschi - Ovosodo
- Claudia Pandolfi - La frontiera

### Migliore attore non protagonista
- Giustino Durano - La vita è bella
- Massimo Ceccherini - Fuochi d'artificio
- Roberto Herlitzka - Marianna Ucrìa
- Carlo Croccolo - Consigli per gli acquisti
- Gastone Moschin - Porzûs

### Migliore musica
- Nino D'Angelo - Tano da morire
- Armando Trovajoli - Marcello Mastroianni - Mi ricordo, sì, io mi ricordo
- C.S.I. - Tutti giù per terra
- Nicola Piovani - La vita è bella

### Migliore fotografia
- Tonino Delli Colli - Marianna Ucrìa
- Pasqualino De Santis e Marco Pontecorvo - La tregua
- Dante Spinotti - L.A. Confidential
- Italo Petriccione - Nirvana
- Giuseppe Lanci - Il principe di Homburg

### Migliore scenografia
- Danilo Donati - Marianna Ucrìa
- Claudio Russo e Fabrizio Lupo - Tano da morire
- Giancarlo Basili - Nirvana
- Giantito Burchiellaro - Il principe di Homburg
- Paola Comencini - Il carniere

### Migliori costumi
- Danilo Donati - Marianna Ucrìa
- Nicoletta Ercole - A spasso nel tempo - L'avventura continua
- Maurizio Millenotti - Il viaggio della sposa
- Elisabetta Montaldo - Il figlio di Bakunin
- Patrizia Chericoni - Nirvana

### Migliori doppiatori
- Rita Savagnone - per la voce di Vanessa Redgrave in Mrs. Dalloway
- Massimo Popolizio - per la voce di Kenneth Branagh in Hamlet

### Miglior cortometraggio
- La lettera di Dario Migliardi

### Miglior produttore di cortometraggi
- Antonio Ciano - Asino chi legge

### Menzioni speciali ai cortometraggi
- La carabina di Sergio Russo con Flavio Bucci
- La madre di Ruggero Dipaola

### Nastro d'argento speciale
- Anna Maria Tatò - Marcello Mastroianni - Mi ricordo, sì, io mi ricordo
- Nino Baragli - per la sua straordinaria carriera da montatore
- Aldo, Giovanni e Giacomo - per l'esperto uso di un cortometraggio in Tre uomini e una gamba

### Regista del miglior film straniero
- Pedro Almodóvar - Carne trémula (Carne trémula)
- Curtis Hanson - L.A. Confidential
- Jerzy Stuhr - Storie d'amore (Historie miłosne)
- Joe Dante - La seconda guerra civile americana (The Second Civil War)
- Luc Besson - Il quinto elemento (Le Cinquième Élément)

### Nastro d'argento europeo
- Jerzy Stuhr - Storie d'amore (Historie miłosne)